# Палкович, Юрий (протестант)
Юрий Палкович (словац. Juraj Palkovič; 27 февраля 1769, Римавскя-Баня — 13 июня 1850, Братислава) — австро-венгерский словацкий протестантский писатель-богослов, поэт, драматург, прозаик, издатель, переводчик, организатор культурной жизни, профессор в лютеранском лицее Братиславы, в 1832—1836 годах депутат парламента Венгрии от города Крупина.

## Биография
Происходил из крестьянской семьи, начальное образование получил в Римавске-Бане и Орджанах, в 1784—1786 годах учился в Добшине, в 1786—1790 годах в Шопронском лицее. Затем некоторое время работал школьным учителем в Будикованах, затем поступил в Йенский университет, где учился в 1792—1793 годах и где читал лекции по чешской и словацкой истории в местном обществе словацких студентов. Вернувшись в словацкие земли, первоначально был школьным учителем в Лученце, затем домашним учителем у детей жупана Гемерской жупы и в Вакове.
В 1803 году стал первым профессором на вновь открытой (благодаря помощи словацких националистов, его сокурсников по Йенскому университету) в Братиславском евангелическом лицее кафедре чешского языка и литературы, занимал её до 1837 года, после чего уступил место Людвигу Штуру. Палкович деятельно работал на поприще словацкой литературы и много сделал для её развития. Позднее он вместе с братьями Неёдлыми и Гневковским принадлежал к противникам так называемой «передовой» партии, считая чешский язык времён Велеславина идеалом совершенства, однако с 1840-х годов начал признавать важность формирования словацкого литературного языка. Занимался изучением различных славянских языков, в том числе польского и русского, вёл активную литературную и журналистскую деятельность.
Палкович выступил в литературе как поэт, издав комедию «Dva buchy a tř i š uchy» (Пресбург, 1800; 2-е издание — 1810), сборник «Muza ze slovansk ý ch hor» (Вацова, 1801), «Zn ámost geografická vlasti uherské» (в стихах; Пресбург, 1804). Из прозаических произведений Палковича более значительны следующие: «Kun št prodlou ž ení ž ivota lidské ho» (перевод Гуфеланда, 1800), «V ýtah z artìkul ů u sn ě movních i t. d. od po ćá tku stoletì XIX vydaný ch» (Пресбург, 1808), «V ýtah z artikul ů v sn ě movnich r. 1808» (там же, 1809), «Böhmissh-deutsch-lateinisches-Wö rterbuch» (том 1-й, Прага, 1820; том 2-й, Пресбург, 1821), «Abkunft der Magyaren» (Пресбург, 1827) и другие. Палкович издавал перевод Библии «Biblia sacra» (Пресбург, 1808), календари и редактировал периодические издания «T ýdénuí k» (1812—1818) и «Tatranka» (1832—1847).